# Deh-e Bozorg-e Fīrūzābād
Deh-e Bozorg-e Fīrūzābād (persiska: ده بزرگ فیروز آباد) är en ort i Iran.   Den ligger i provinsen Kohgiluyeh och Buyer Ahmad, i den centrala delen av landet, 600 km söder om huvudstaden Teheran. Deh-e Bozorg-e Fīrūzābād ligger 1 959 meter över havet och antalet invånare är 494.
Terrängen runt Deh-e Bozorg-e Fīrūzābād är huvudsakligen kuperad, men åt nordost är den bergig. Terrängen runt Deh-e Bozorg-e Fīrūzābād sluttar norrut.Runt Deh-e Bozorg-e Fīrūzābād är det ganska tätbefolkat, med 75 invånare per kvadratkilometer. Närmaste större samhälle är Yasuj, 14,9 km sydost om Deh-e Bozorg-e Fīrūzābād. Omgivningarna runt Deh-e Bozorg-e Fīrūzābād är i huvudsak ett öppet busklandskap.